# 난방공화국
난방공화국(蘭芳共和國)은 18세기 하반기에서 19세기 하반기까지 서보르네오에 존재한 화교들의 공사공화국이다. 청나라의 조공국이었으며, 폰티아낙 술탄국과 동맹했다.  1777년 객가인(客家人) 나방백(羅芳伯)이 세워 1884년 네덜란드에 정복당해 멸망했다.